# Palas de Rey
Palas de Rey (galicisk: Palas de Rei) er en by og kommune i det nordvestlige Spanien i provinsen Lugo. Den har et indbyggertal på 3.267 (2024) indbyggere.